# 氢氟醚
氟代醚（英语：Hydrofluoroether，简称HFE）是一类有机溶剂。作为不破坏臭氧层的化学品，它们最初是作为氯氟烃（CFC）、氢氟烃（HFC）、氢氯氟烃（HCFC）和全氟化合物（PFC）的替代品而开发的。它们通常是无色、无味、无臭的，毒性低，黏度低，在室温下为液体状态。氟代醚的沸点范围从50摄氏度到近100摄氏度不等。虽然3M公司最先开发了氟代醚，但其他制造商也开始生产它们。

## 应用领域
氟代醚在工业上有许多用途，包括：
- 蒸气脱脂溶剂
- 制冷剂和传热流体
- 无水液体清洁剂

它们有时以混合物形式应用，例如HFE 7100，它是甲基九氟丁基醚（甲氧基全氟丁烷）和甲基九氟异丁基醚的混合物。 
3M生产名为Novec 7000、7100、7200、7300、7500和7700的氢氟醚化合物作为有多种应用的液体冷却剂，包括计算机电子产品的全浸入式冷却。

## 对环境造成的影响
由于分子量较高，氟代醚在大气中的停留时间不到两周，它会被吸收到地下，而不是溶解在大气中。尽管氟代醚是温室气体，但由于与替代化学品相比，它们在大气中的寿命较短且臭氧消耗潜力为零，因此EPA并未对其使用进行监管。 
也正因其臭氧消耗潜力極低的特性，讓氫氟醚成為現今較為主流的冷卻液產品主要成分。